# Caravan Stories
Caravan Stories è un videogioco MMORPG free-to-play sviluppato e pubblicato nel 2017 da Aiming per iOS e Android. Del gioco è stata realizzata una conversione per PlayStation 4. Nel 2020 è stato annunciato lo sviluppo di una versione per Nintendo Switch., che è uscita nel 2021 esclusivamente per il Giappone.